# Maria Francisca de Sousa, Marquesa das Minas
Maria Francisca Antónia da Piedade de Sousa (16 de abril de 1745 - 22 de janeiro de 1787), foi 5ª Marquesa das Minas e 8ª condessa do Prado. Herdou todos os senhorios de sua casa. 
Casou em 1 de outubro de 1760 com Dom Lourenço José de Brotas de Lancastre e Noronha (nascido em 5 de novembro de 1735 e morto em 28 de abril de 1801), feito 5º Marquês das Minas e 8º conde do Prado pelo casamento, em junho de 1761. Era filho e herdeiro de D. Afonso de Noronha, por sua vez era filho do 4º conde dos Arcos. Tiveram herdeiros, enumerados à página 745 do Tomo II de «Nobreza de Portugal». Foi comendador de Coruche, Gentil-Homem da Câmara do Infante D. Antonio, depois da Rainha D. Maria I de Portugal, marechal-de-campo, em 1789 tenente-general, em 29 de abril de 1793 general de Infantaria, conselheiro de Guerra, grã-cruz e alferes da Ordem de Avis. Um filho seria o 6º Marquês das Minas e 9º conde do Prado em vida do pai.
Descendência:
1. D. Francisco Benedito de Sousa Lancastre e Noronha (8 de novembro de 1780 - 6 de dezembro de 1796) morto solteiro e sem geração.  Foi 6º Marquês das Minas e 9º conde do Prado. Título confirmado por carta de 19 de dezembro de 1790 por D. Maria I.
2. D. João Francisco Benedito de Sousa Lancastre e Noronha (morto, solteiro, em 20 de setembro de 1808), foi o 10º Conde do Prado, e 7º Marquês das Minas. Era Gentil-homem da câmara da rainha D. Maria I de Portugal e não deixou geração.
3. Dona Joana Bernarda de Noronha Sousa e Lancastre, morta em março de 1827, herdou os titulo por morte de seus dois irmãos mais velhos, sem sucessão. Casou em 3 de agosto de 1788 com seu primo, Francisco José Luís de Melo (1727-16 de fevereiro de 1789), monteiro-mor do reino, filho de Fernão Teles da Silva, monteiro-mor da Casa Real, feito 8º Marquês de Minas por casamento. O título de Marquês das Minas passou em 15 de janeiro de 1812 a D. Brás Maria da Silveira e Lorena, e o de Conde do Prado a seu primogênito.